# Carl Johan Lindberg
Carl Johan Lindberg, född 27 december 1821 i Ödestugu socken, död 15 december 1904 i Bjurbäcks socken, var en svensk lärare och predikant.
Carl Johan Lindberg var son till torparen och skräddaren Sven Nilsson. Fadern avled när Carl Johan var nio år gammal och han måste hjälpa till i hemmet med gårdens skötsel. Han skriver själv: "Mina bröder försökte lära mig min fars yrke, skrädderi, men därför hade jag ingen håg, utan deltog hellre i annat arbete. Jag förrättade tidtals olika slags jordbruksarbete, såsom, odling, huggning, slåtter, m.m. Med de få verktyg som stodo mig till buds förskte jag mig på med snickring, och vid 15 års ålder vakande hos mig lust för faktorismide, som två af mina bröder sysselsatte sig med. Vid sjutton års ålder köpte jag materialier, gjorde mig verktyg och tillverkade på egen hand sedan flera bössor utan att någonsin ha varit i lära."  
År 1842 kom han i kontakt med roparrörelsen och den unga pigan "Johanna på Krokavadets" budskap. Han skriver vidare: "Så snart jag fick höra talas om Johannas predikan, innan jag varken sett eller hört någon av de "väckta" hvar mitt beslut fattat att omvända mig till Herren". Han fortsätter: "Jag hade då en verkstad i ordning och var i full fart med att tillverka skjutgevär, men som jag icke ansåg detta arbete vara till föga nytta för mina medmänniskor, lämnade jag denna eljes lönande sysselsättnining." Han blev därefter skollärare i Ödestugu, utan någon lärarutbildning. 
Från början präglades hans förkunnelse av stränga domedagspredikningar, men 1846 fick han efter en läsning av Romarbrevet 3:24 en uppenbarelse om Kristi nåd och övergick till en pietistisk nyevangelisk förkunnelse. Han hölls under sträng bevakning på grund av sina predikningar och kallades flera gånger till landshövdingen i Jönköping att stå till svars för sina förkunnelser men undgick dom och fick även behålla sin lärartjänst och genomgick även en fyra månaders kurs vid Folkskoleseminariet i Göteborg för att kunna fortsätta sin lärartjänst. Han utsträckte sina predikoresor alltmer och vid ett möte i Gränna 1851 åhördes hans predikan av prosten Gustaf Linnarsson i Falköping, som imponerades av hans predikningar och hjälpte till att handleda honom i teologiska studier och introducerade honom för flera andra präster på Västgötaslätten. Han inbjöds att predika i kyrkor, kapell och skolhus. 1852 lärde han känna Hans Henric von Essen som kom att bli en nära vän under resten av livet. Vänskapen med von Essen innebar att Lindberg kom att röra sig från pietismen och närma sig nyevangelismen. Von Essen erbjöd honom en bättre avlönad lärartjänst vid hans skola i Tidaholm. Lindberg avböjde dock och i stället anställdes han 1853 som kolportör vid Jönköpings traktatsällskap, han lämnade dock redan 1855 arbetet som kolportör för traktatsällskapet som var tydligt pietistiskt färgat. 
År 1854 gifte han sig med Johanna Svensdotter, bonddotter från Sandhem. Hon var nybliven änka efter lantbrukaren och ägaren till Bjurbäcks gård i Bjurbäck. Genom äktenskapet blev Lindberg gårdsägare med god ekonomisk ställning.
Då Hans Jakob Lundborg 1855 återkom från Skottland och presenterade sina tankar på en nyevangelisk rörelse för Hans Henric von Essen hörde Lindberg till de invigda och han medverkade när Evangeliska Fosterlandsstiftelsen bildades året därpå. 1856–1864 arbetade han som oavlönat provinsombud för EFS och därefter 1865–1895 som anställt reseombud för föreningen.
Carl Johan Lindberg var 1867–1901 predikant i Betlehemskyrkan, Stockholm och från 1868 ledamot av styrelsen för EFS. 1882–1888 var han vice ordförande i Stockholms evangelisk-lutherska missionsförenings styrelse.